# Stenia carbonalis
Stenia carbonalis là một loài bướm đêm trong họ Crambidae.